# Catatemnus tengchongensis
Espèce
Catatemnus tengchongensis est une espèce de pseudoscorpions de la famille des Atemnidae.

## Distribution
Cette espèce est endémique du Yunnan en Chine. Elle se rencontre dans le xian de Tengchong.

## Description
Le mâle holotype mesure 2,73 mm et les femelles de 4,25 à 4,40 mm.

## Systématique et taxinomie
Cette espèce a été décrite par Hou, Zhao et Zhang en 2023.

## Étymologie
Son nom d'espèce, composé de tengchong et du suffixe latin -ensis, « qui vit dans, qui habite », lui a été donné en référence au lieu de sa découverte, le xian de Tengchong.

## Publication originale
- Hou, Zhao & Zhang, 2023 : « First record of the genus Catatemnus Beier, 1932 from China, with the description of six new species (Pseudoscorpiones, Atemnidae). » ZooKeys, vol. 1168, p. 295–327 (texte intégral).